# Čistka
Čistka (iz ruskog jezika чистка), označava sustavno uklanjanje osoba iz položaja u vojsci, policiji, pravosuđu, drugim tijelima državna državne uprave, državnim poduzećima, kulturnim i drugim javnim institucijama te (najčešće vladajućoj) političkoj stranci čiji je glavni motiv političke prirode. Čistku provodi vlast, a njezin glavni motiv čistke jest nastojanje da se državna uprava, odnosno društvo u cjelini što je moguće više uskladi s njezinim interesima i/li ideologijom, odnosno uklone tj. "očiste" svi kadrovi koji bi tome iz raznih razloga predstavljali smetnju ili potencijalnu prijetnju po opstanak režima.
Primjer jedne od brojnih čistki u Sovjetskom Savezu je ona koju su snage sigurnosti te zemlje provele među časničkim kadrom Crvene armije 1937. – 1938. U godinu i pol je u njima pobijeno, smatra se, preko 36 tisuća njenih časnika, među kojima 154 od 186 zapovjednika divizija: navodno je više sovjetskih generala i pukovnika stradalo u toj čistki, nego ukupno u II. svjetskom ratu.
Čistkom se smatra i likvidacija vodstva nacističkog Sturmabteilunga u Noći dugih noževa u lipnju 1934.
Čistke mogu imati različite oblike. Blage čistke se svode na premještanje osoba s važnih na manje važne položaje. Može biti i degradiranje, otpuštanje iz službe primjerice i prislinim umirovljenjem.
Ekstreme čistke mogu uključivati uhićenje i tjelesne likvidacije. 
Riječ "čistka" dolazi te se najčešće povezuje s praksom koju je provodio boljševički, odnosno staljinistički i titoistički režim. 
U totalitarizmu opisuje zločin masovnog ubijanja osoba koje su stajale na putu stvaranja "klasno" ili "rasno" "željenog" društva. Ne zbog loših djela tih ljudi, nego što su se rodili na "pogrešnoj" strani ili nosili "pogrešnu uniformu". Što je za komuniste bila buržoazija ili antikomunisti, za nacionalsocijaliste su bili Židovi.
Izraz "čistka" ima danas vrlo pejorativno značenje. U komunističkim državama često je korišten kao eufemistički izraz.
U postkomunističkim državama uklanjanje bivših nositelja komunističkog režima iz javnog života nazvan je lustracija.